# Roberto I di Namur
Roberto (prima metà del X secolo – seconda metà del X secolo) è stato un nobile francese, fu il primo conte di Namur dal 945 circa, alla sua morte.

## Origine
Di Roberto non si conoscono gli ascendenti. Secondo le Europäische Stammtafeln, volume VII, capitolo 68, era figlio di Berengario; anche secondo la Vita Gerardi Abbatis Broniensis del Monumenta Germanica Historica, Scriptores, Tomus XV. Pars II, Roberto era parente di Berengario, che quando, quest'ultimo viene citato come conte di Namur, continua affermando che la sua progenie mantenne quel feudo (comes Berengarius Nammucensi castro praesidebat, cuius stirpis posteritas ibidem hactenus perstat).

## Biografia
Secondo il Cartulaire de la commune de Namur, tome premier, Roberto lo si trova citato, per la prima volta in un documento del 946.
Anche dal Gesta Abbatum Gemblacensium del Monumenta Germanica Historica, Scriptores, Tomus VIII, Roberto viene citato come potente conte di Namur (Rotbertus, fortissimus comes Namucensis), che non solo non porta i suoi sussidi ai monaci, ma addirittura li opprime.
Nel 958, Roberto (in comitatu Rotberti comitis) viene citato nel documento, n° 194 dell'imperatore del Sacro Romano Impero, Ottone I di Sassonia.
Nel 960, secondo i Flodoardi Annales del Monumenta Germanica Historica, Scriptores, tomus III, Roberto dovette fortificare Namur per un attacco da parte di Brunone, vescovo di Colonia (Brunonis hostium, Robertus nomine, Namuurum castrum muniebat).
Nel 961, Roberto (Rotbertus comes) controfirmò un documento, inerente ad uno scambio di proprietà dell'abbazia di Gembloux, come da documento n° 5 del Recuiél [sic] des chartes de l'Abbaye de Gembloux.
Dopo il 970, Roberto venne in contatto col vescovo, predicatore, scrittore belga, autore di opere in lingua mediolatina, Raterio di Verona, che, secondo il Folcuini Gesta Abbatum Lobiensium del Monumenta Germanica Historica, Scriptores, tomus IV, nel 974, passò diverso tempo presso la contea di Namur, dove morì (apud Namurcum, cum ibi forte cum comite aliquantulum moraretur, vita decessit).
Di Roberto I non si conosce la data esatta della morte.
Dopo la sua morte, gli succedette il figlio primogenito, Alberto, come Alberto I.

## Matrimonio e discendenza
Il nome della moglie di Roberto I non ci è pervenuto, ma secondo lo storico francese, Christian Settipani, specializzato nella genealogia dei personaggi dell’Antichità e dell'Alto Medioevo, nel suo Onomastique et Parenté dans l'Occident medieval (Prosopographica et Genealogica, Vol. 3), era Liutgarda, figlia di Adalberto I, conte di Metz (non consultato).
Roberto I dalla moglie (Liutgarda) ebbe cinque figli:
- Alberto († 1010 circa),
- Giselberto, citato dal Folcuini Gesta Abbatum Lobiensium del Monumenta Germanica Historica, Scriptores, tomus IV (Gislabertus, ex quatuor comitis Roberti filiis unus),[11].
- Ratboldo
- un figlio di cui non si conosce il nome, citato dal Folcuini Gesta Abbatum Lobiensium del Monumenta Germanica Historica, Scriptores, tomus IV[11]
- Liutgarda, che aveva sposato il conte di Cambrai e Conte di Hainaut (ridotto alla contea di Valenciennes), Arnolfo di Valenciennes, come ci viene confermato dal Liber traditionum sancti Petri Blandiniensis, ai paragrafi 101[12] e 104[13].

### Fonti primarie
- (LA)  Monumenta Germaniae Historica, Diplomatum Regum et imperatorum Germaniae, Tomus I, Conradi I. Heinrici I. et Ottonis I Diplomata
- (LA)  Monumenta Germaniae Historica, Scriptorum, Tomus III
- (LA)  Monumenta Germaniae Historica, Scriptorum, Tomus IV
- (LA)  Monumenta Germaniae Historica, Scriptorum, Tomus XV. Pars II
- (LA)  Monumenta Germaniae Historica, Scriptorum, Tomus VIII
- (LA)  Recuiél [sic] des chartes de l'Abbaye de Gembloux
- (LA)  Cartulaire de la ville de Gand, Chartes et documents T. I.

### Letteratura storiografica
- (FR)  Cartulaire de la commune de Namur, tome premier